# Ukonsaaret (ö i Södra Karelen)
Ukonsaaret är en ö i Finland. Den ligger i sjön Saimen och i kommunen Klemis i den ekonomiska regionen  Villmanstrands ekonomiska region  och landskapet Södra Karelen, i den södra delen av landet, 190 km nordost om huvudstaden Helsingfors. Öns area är 3,6 hektar och dess största längd är 360 meter i sydöst-nordvästlig riktning.  Notera att namnet antyder att det är fråga om flera öar.